# Gottfried von der Goltz
Gottfried Graf von der Goltz (* 1. Juni 1964 in Würzburg) ist ein deutscher Violinist und Dirigent. 

## Leben
Gottfried von der Goltz ist der Sohn des Violinisten Conrad von der Goltz (1928–2023) und der Pianistin Kirsti Hjort (1931–1990). Der Jazzpianist Christian von der Goltz (* 1959) ist sein älterer Bruder, die Cellistin Kristin von der Goltz (* 1966) seine jüngere Schwester.
Nach frühen Lehrjahren bei seinem Vater Conrad von der Goltz in Würzburg und bei Ramy Shevelov in Hannover setzte er seine Ausbildung an der New Yorker Juilliard School und bei Rainer Kussmaul in Freiburg im Breisgau fort.
Mit 21 Jahren wurde er Mitglied des NDR Sinfonieorchesters. 1987 war er Mitbegründer des Freiburger Barockorchesters. Er teilte sich die Rolle des Konzertmeisters und zugleich die künstlerische Leitung bis zum Ende der Saison 2016/17 mit Petra Müllejans und verantwortet seitdem die musikalische Leitung des Orchesters gemeinsam mit Kristian Bezuidenhout.
Von 1997 bis 2004 war Gottfried von der Goltz Professor für Barockvioline an der Hochschule für Musik Würzburg. Zum 1. Oktober 2004 wurde er Professor für Violine/Barockvioline an der Freiburger Musikhochschule.